# 綾小路有胤
綾小路 有胤（あやのこうじ ありたね、寛文4年〈1664年〉10月12日 - 寛保2年〈1742年〉9月6日）は、江戸時代中期の公卿。

## 官歴
- 延宝2年（1674年）：従五位上、侍従
- 延宝6年（1678年）：正五位下、右少将
- 天和3年（1683年）：従四位下、右中将
- 貞享3年（1686年）：従四位上
- 貞享4年（1687年）：正四位下
- 元禄4年（1691年）：従三位
- 元禄12年（1699年）：正三位
- 元禄16年（1703年）：右兵衛督
- 宝永2年（1705年）：参議
- 宝永3年（1706年）：従二位
- 正徳3年（1713年）：致仕

## 系譜
- 父：綾小路俊景
- 母：藤谷為賢の娘
- 子：綾小路俊宗